# Subdivisió de Barrackpore
Barrackpore (bengalí: ব্যারাকপুর) és una subdivisió del districte de North 24 Parganas a l'estat de Bengala Occidental, a la riba oriental del Ganges. Forma part de l'àrea de la Kolkata Metropolitan Development Authority. A la subdivisió hi ha 16 municipis entre els quals Barrakpore (antiga South Barrackpore i Agarpara), North Barrackpur i New Barrackpore, i 2 blocs.
Sota l'Imperi Mogol, Bengala fou dividida en circars (districtes) regits per un mahal i segons l'Ain-e-Akbari fou un d'aquests mahals qui li va donar el seu nom, però en general se suposa lligat a la paraula anglesa Barrack. A partir del segle xvii la regió fou regida per una família local iniciada per Kalidas Sarkar i seguit pel seu fill Bishwanbhar Sarkar, i el net Nilmoni Sarkar. El darrer fou Amulyaratan Sarkar, mort vers 1965; aquestos sarkars residien a la casa coneguda com a Sarkar Bari que encara es conserva.